# Georges Richard (industriel)
Pour les articles homonymes, voir Georges Richard et Richard.
Georges Richard, né le 9 mars 1863 à Paris et mort le 16 juin 1922 à Rouen,, est un pilote automobile et un entrepreneur français, pionnier de l'industrie automobile, cofondateur de la marque Richard-Brasier.

## Parcours

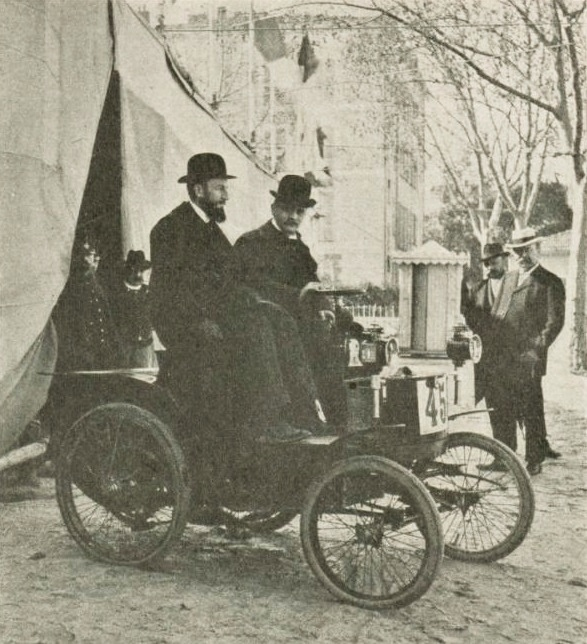
Georges Richard, vainqueur de la catégorie voitures légères sur véhicule de sa marque, au Marseille-Hyères-Nice (mars 1898).

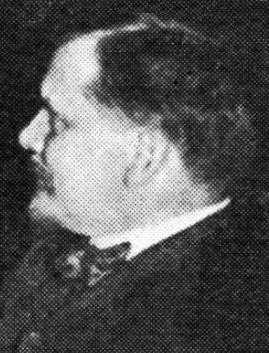
Georges Richard en 1906.

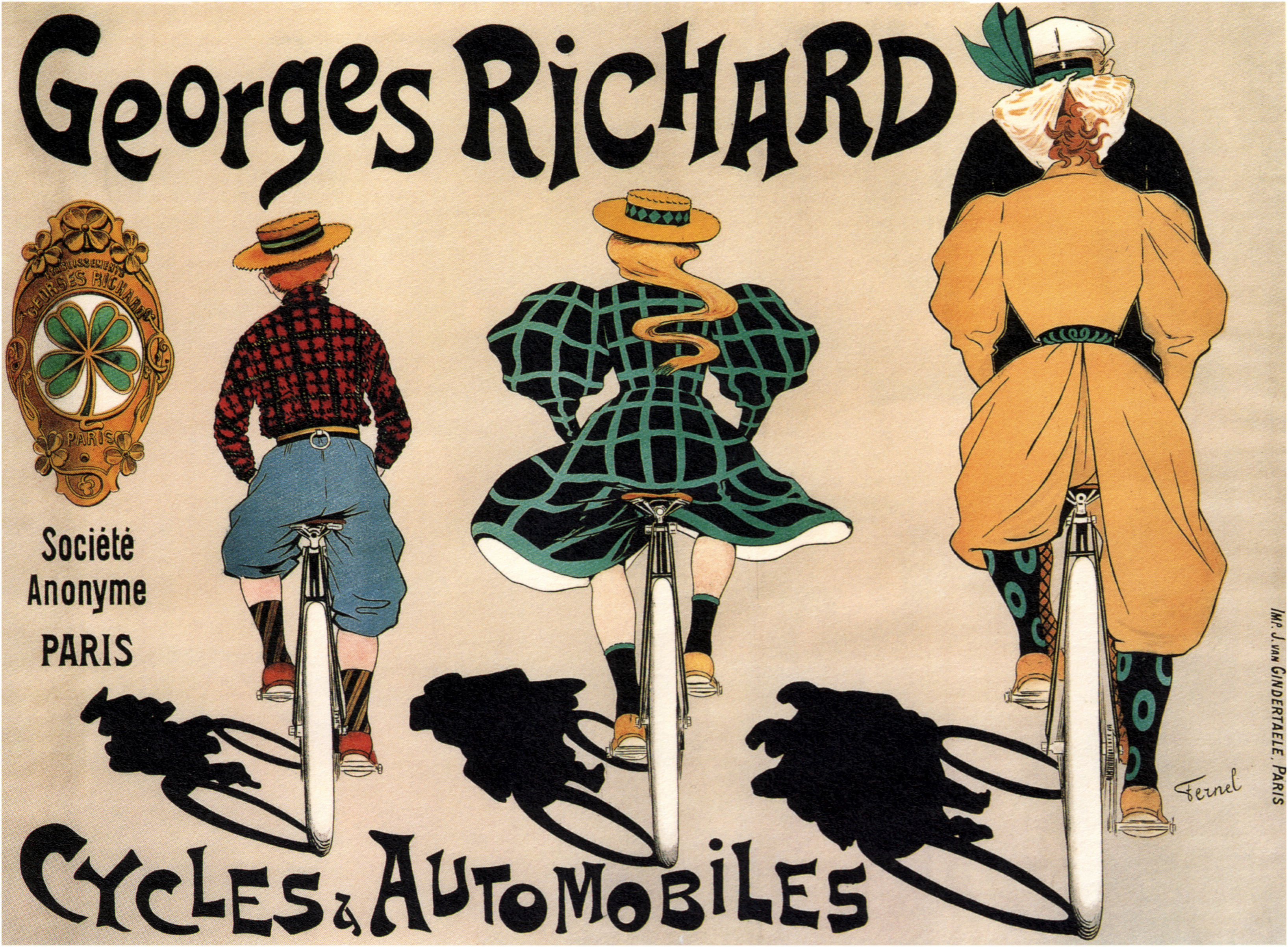
Publicité de Fernel (1896) : le logo au trèfle apparaît à gauche.

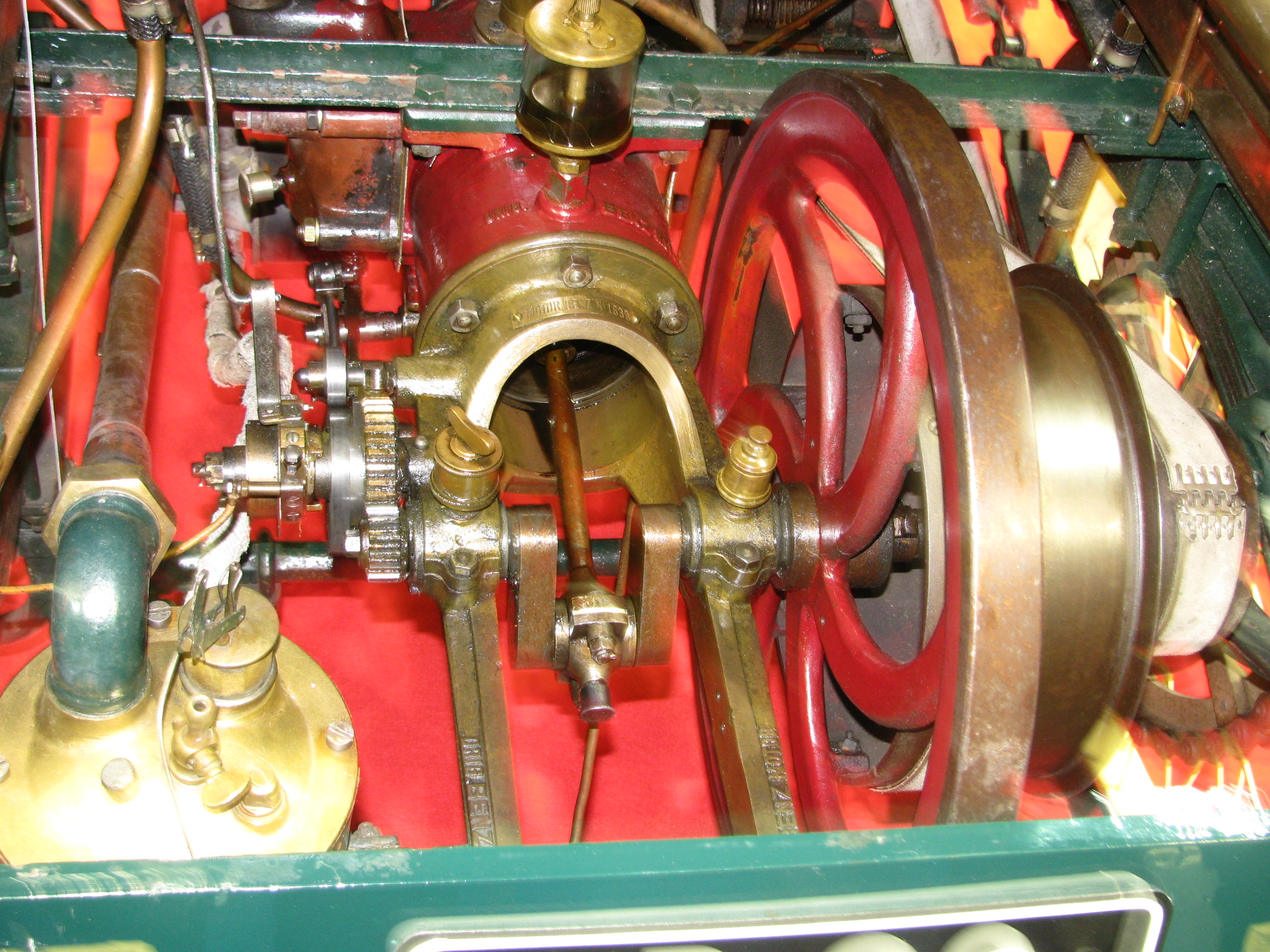
Le moteur d'une Georges Richard de 1898.

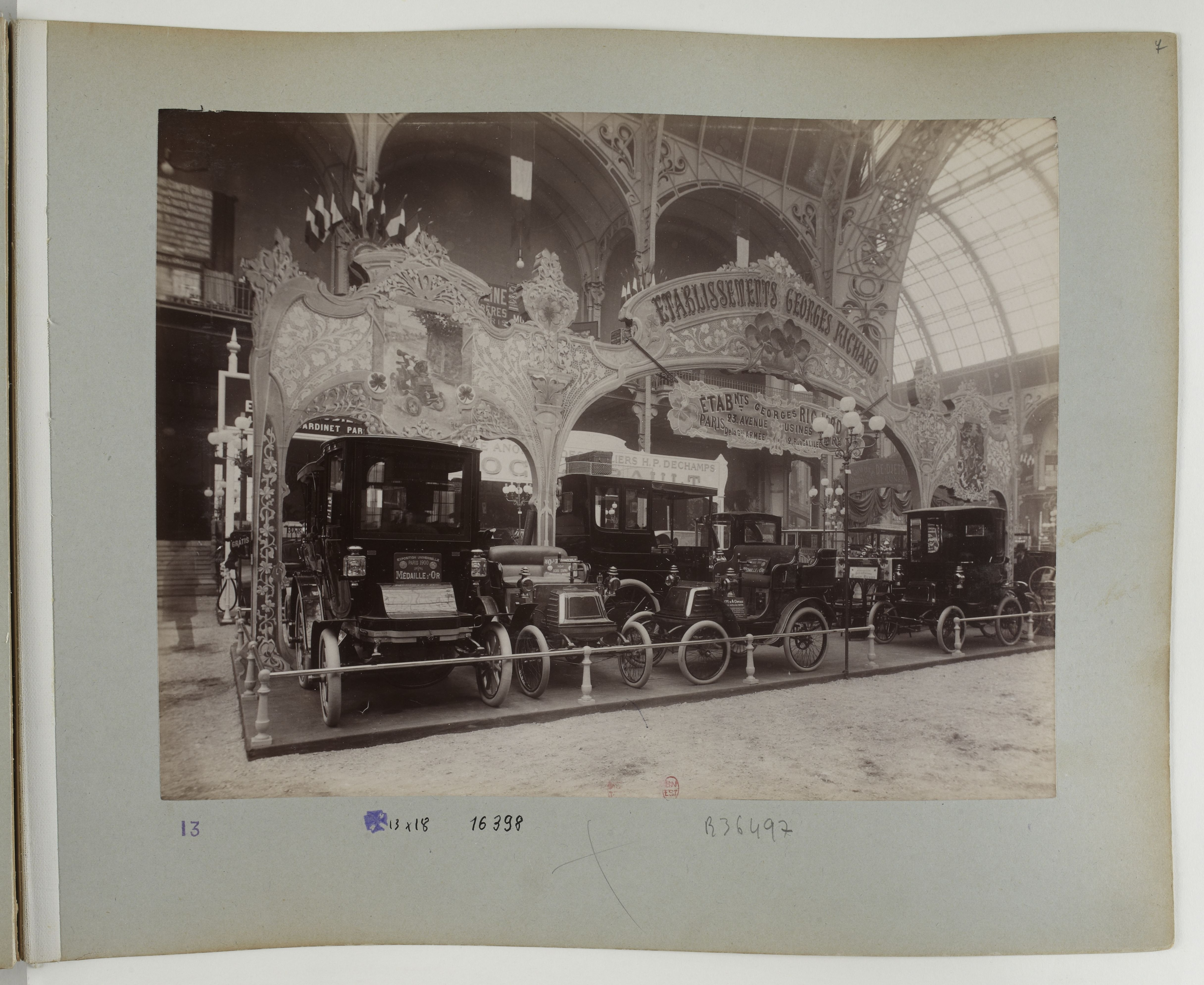
Modèles Georges Richard en 1901 au salon de Paris.

Au tout début des années 1890, Georges Richard et son frère aîné, Félix-Maxime dit Max, travaillent dans une entreprise de cycles. Ils montent ensuite, vers 1893, une entreprise appelée « Société des Cycles Georges Richard ». Ils ont recours à la publicité (affiches de E. Charle Lucas, Fernel, etc.).
En 1897, ils fondent la « Société des Anciens Établissements Georges Richard, » à Ivry-Port qui intègre la production automobile en s'inspirant des véhicules de Benz & Cie. Puis, ils s'associent en 1901 avec Charles-Henri Brasier, pour former l'entreprise d'automobile Richard-Brasier, que Richard quitte en 1904 en raison d'un accident automobile et de différends avec Brasier. En 1897, Léon Isidore Molinos (1828-1914) est représentant de cette Société des automobiles Georges Richard
En 1900, Georges intègre la commission d'exécution des concours dans le cadre Automobilisme lors des Sports de l'Exposition Universelle de 1900 — non reconnus officiellement par le comité olympique —, durant l'année des Jeux olympiques d'été de 1900.
De 1897 à 1900, les deux frères participent également à des courses automobiles avec leurs créations. Georges effectue huit compétitions, obtenant une cinquième place au Paris-Bordeaux de 1898 (ainsi que deux résultats en 21e positions, lors des Paris-Trouville 1897 et Marseille-Nice 1898) ; Max a été au mieux 32e au même Paris-Trouville, en seulement deux courses.
En 1905, à la suite d'une rencontre avec le baron Henri de Rothschild, Georges Richard fonde la société Unic, connue actuellement sous le nom Iveco.
Il réside 10 rue Saint-Ferdinand à Paris.
Il meurt des suites d'un accident de voiture survenu le 8 juin 1922 en se rendant à Rouen.

## Distinctions
- Officier d'académie (1902)
- Chevalier de l'ordre du Mérite agricole (1907)
- Chevalier de la Légion d'honneur (décret du 17 juillet 1908)

## Galerie d'images

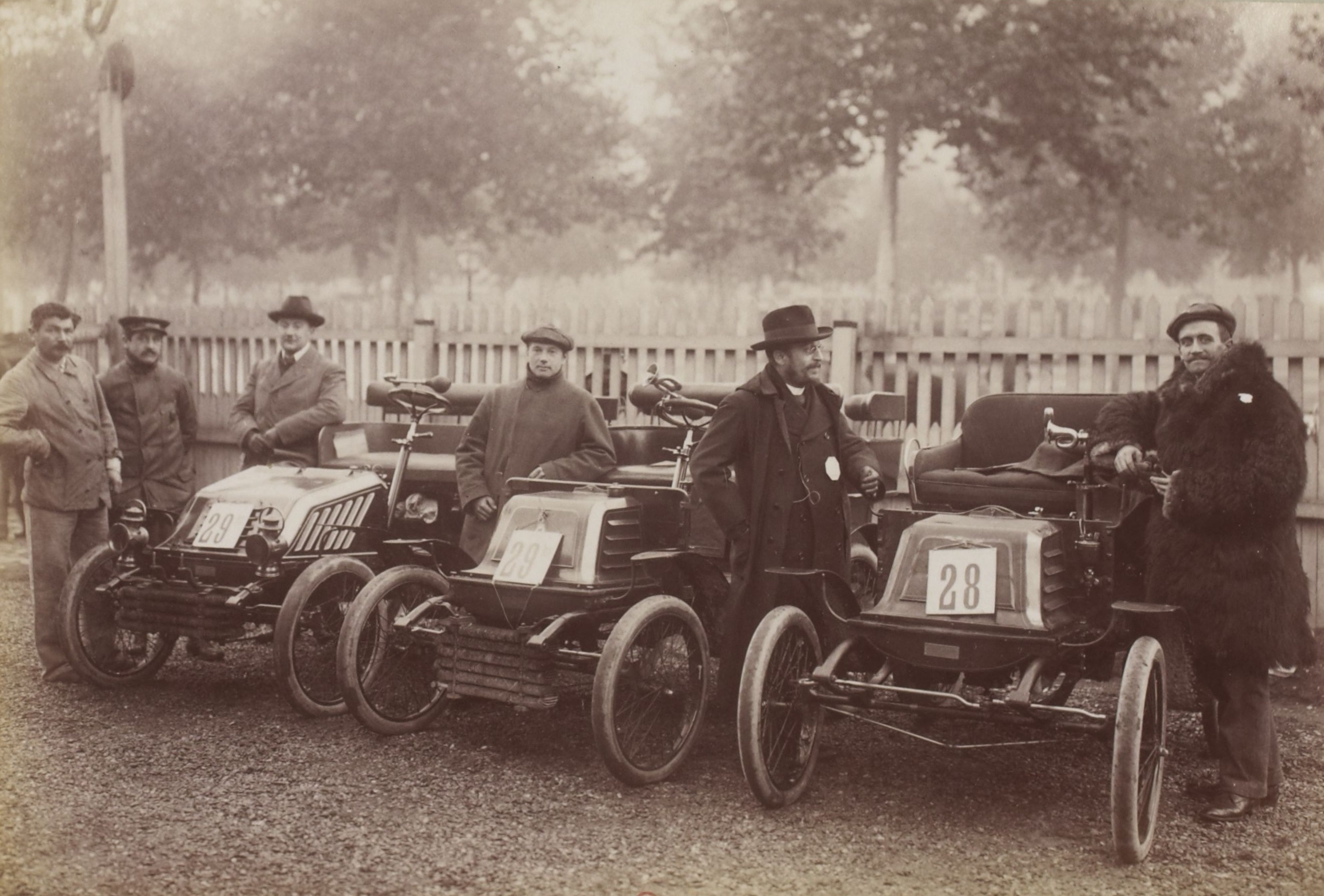
L'écurie Georges Richard, au Concours des Automobiles à Alcool (1901).
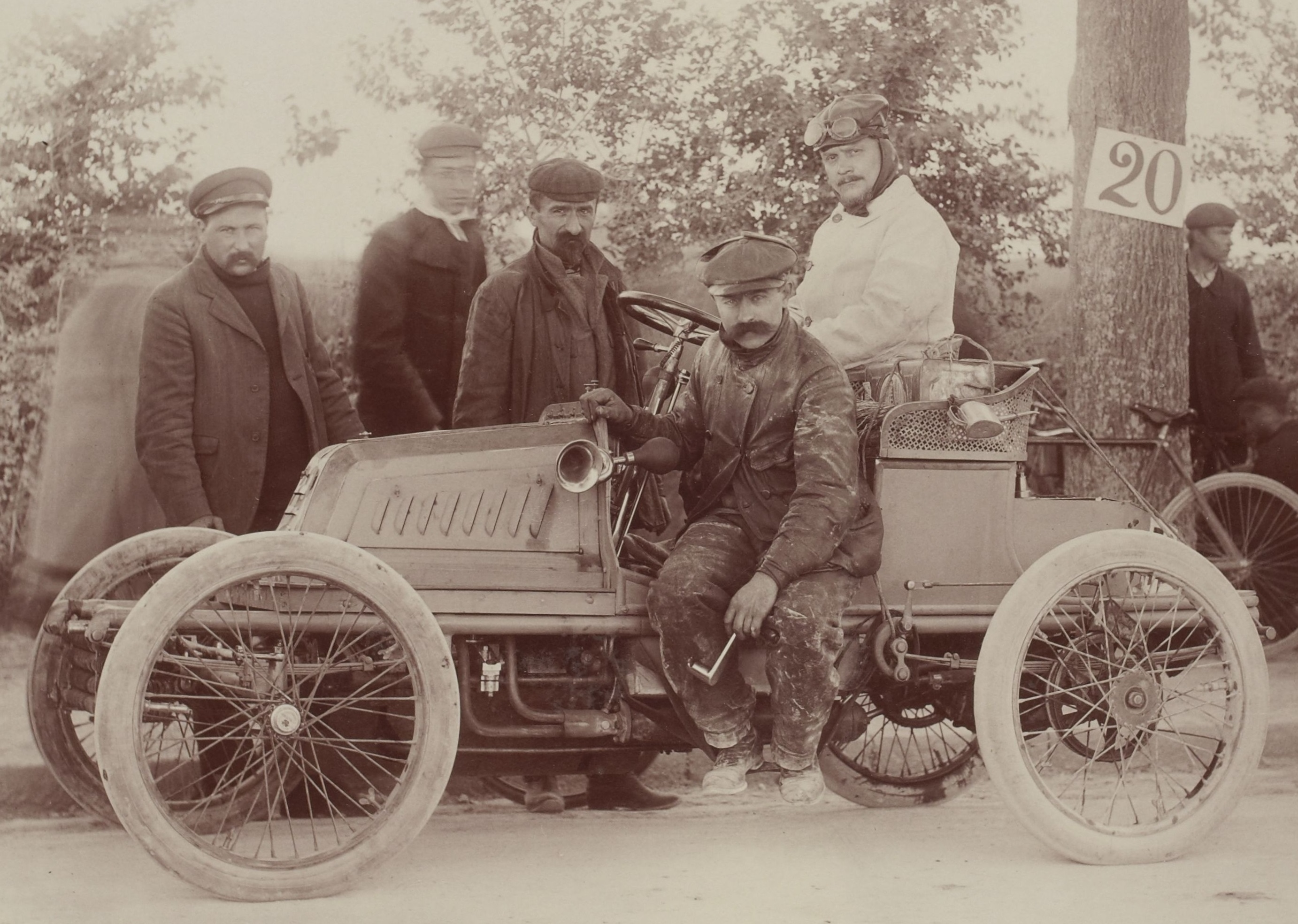
Georges Richard (sur voiturette Richard, au Paris-Vienne 1902).
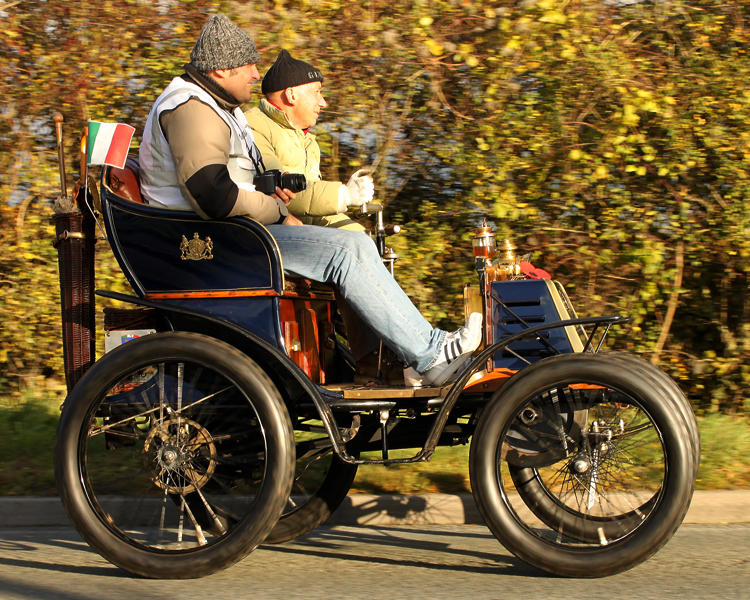
1900 Georges Richard 3 1/2HP Two-seater.
1900  Georges Richard 7HP Rear-entrance tonneau.
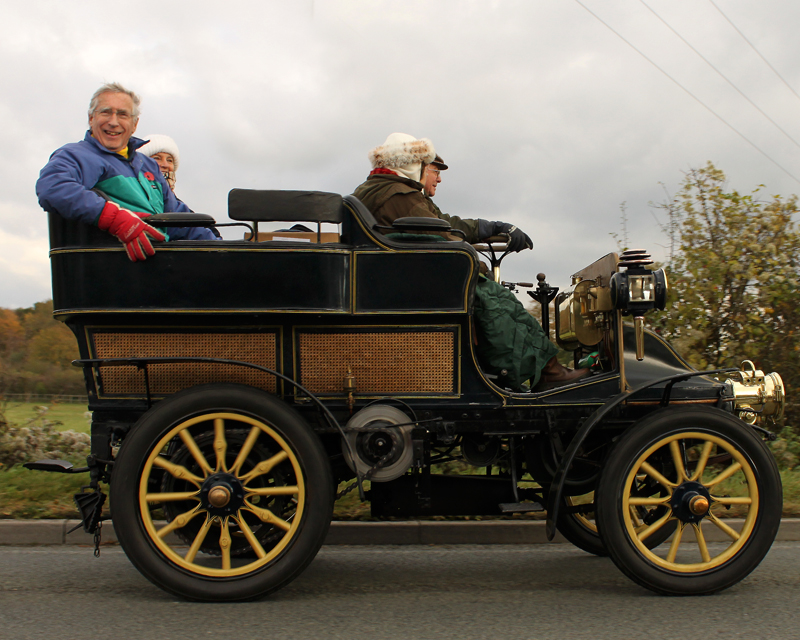
1900 Georges Richard 7HP Rear-entrance tonneau.
1900 Georges Richard 9HP Dogcart .
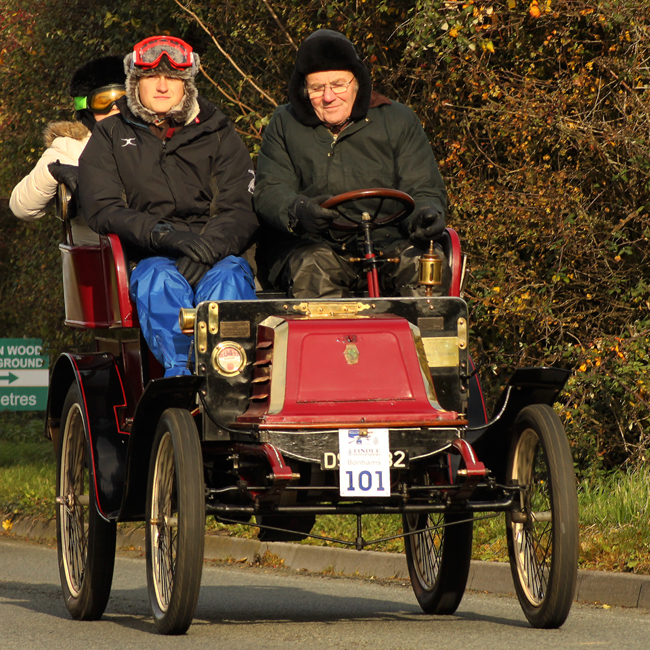
1901 Georges Richard 3 1/2HP Tonneau.
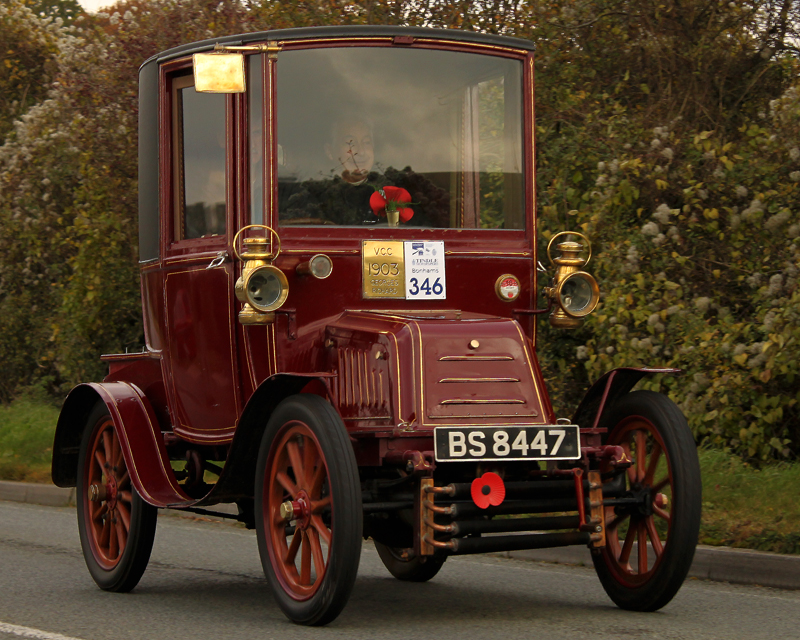
1903 Georges Richard 10HP Brougham.
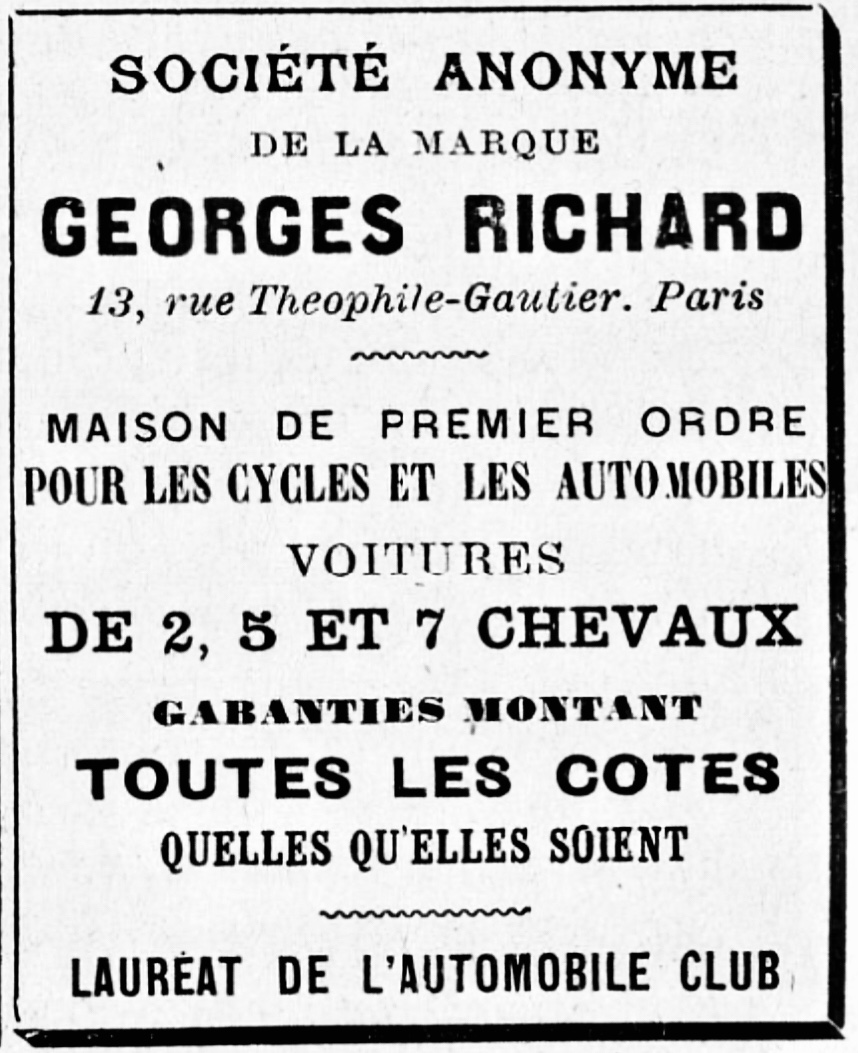
Georges Richard (1897)
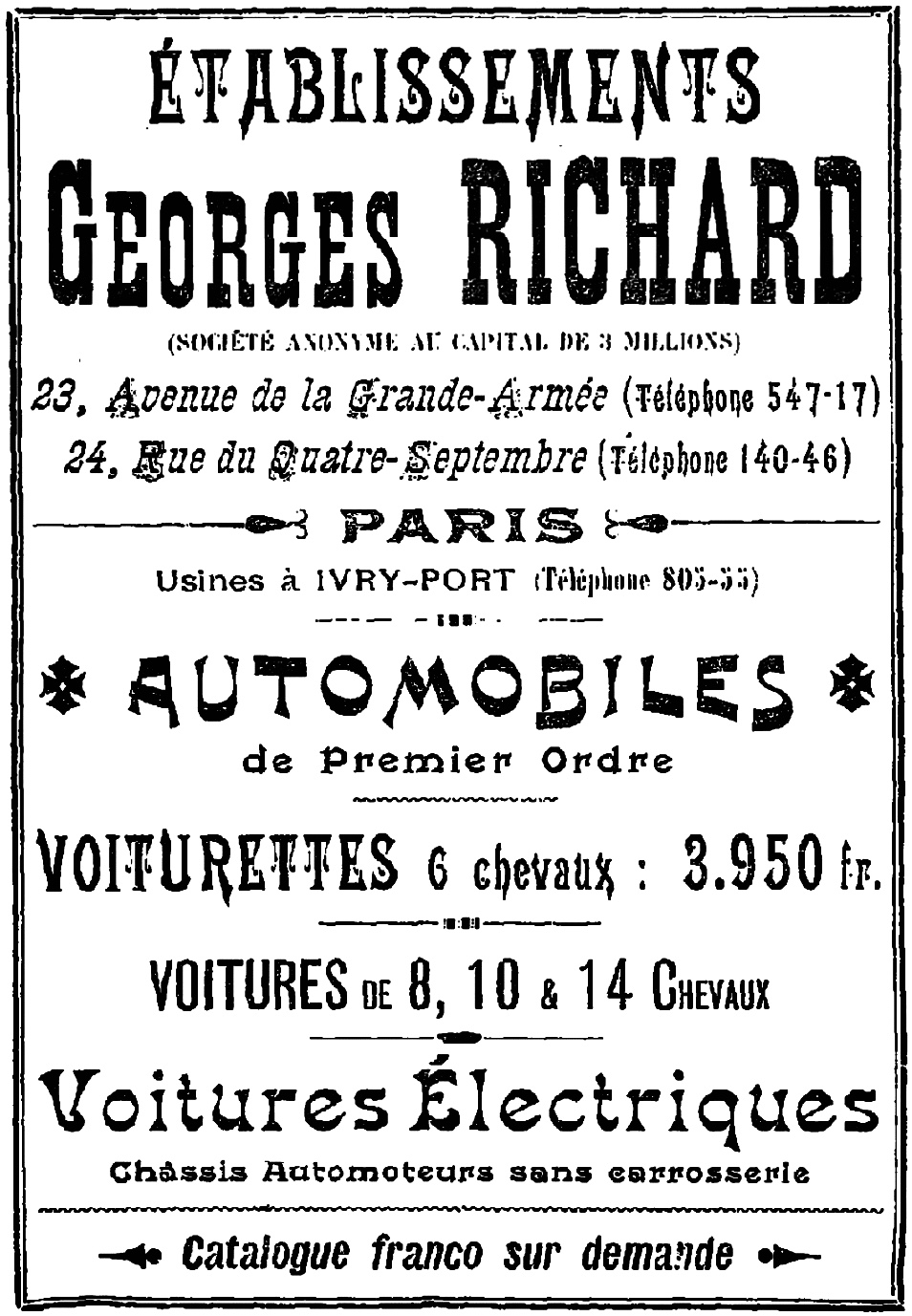
Georges Richard (1900).